# Cerocala confusa
Cerocala confusa là một loài bướm đêm trong họ Erebidae.